# 1951 v dopravě
Tento článek obsahuje seznam událostí souvisejících s dopravou, které proběhly roku 1951.

## Události
- 12. ledna

 Do provozu byl dán první úsek městské rychlodráhy (Szybka Kolej Miejska) v Trojměstě. První úsek byl elektrizován napájecí soustavou 800 V DC a spojil Gdaňsk a Nowy Port.
- 1. května

 Vzniká Verkehrsbetriebe der Stadt Chemnitz; místní dopravní podnik a předchůdce dnešního CVAG.
- 16. září

 Do provozu byla dána pionýrská železnice v Gottwaldových sadech v Opavě.
- 22. listopadu

 Do provozu byly poprvé nasazeny tramvaje Tatra T1, a to v Praze.

## Neurčené datum
Vyráběny jsou první trolejbusy typu Škoda 7Tr.
 V Českých Budějovicích je trolejbusová síť rozšířena hned o několik úseků.